# Дієго Флорентін
Дієго Флорентін (ісп. Diego Florentín, 27 травня 1912 - дата смерті невідома) — парагвайський футболіст, що грав на позиції півзахисника, зокрема, за клуб «Рівер Плейт» (Асунсьйон), а також національну збірну Парагваю.

## Клубна кар'єра
Виступав за команду «Рівер Плейт» (Асунсьйон). 

## Виступи за збірну
Був присутній в заявці збірної на чемпіонаті світу 1930 року в Уругваї, але на поле не виходив.